# Nova Siri
Nova Siri is een gemeente in de Italiaanse provincie Matera (regio Basilicata) en telt 6578 inwoners (31-12-2004). De oppervlakte bedraagt 52,1 km², de bevolkingsdichtheid is 123 inwoners per km².
De volgende frazioni maken deel uit van de gemeente: S.Alessio, S.Basile, S.Megale.

## Demografie
Nova Siri telt ongeveer 2178 huishoudens. Het aantal inwoners steeg in de periode 1991-2001 met 8,4% volgens cijfers uit de tienjaarlijkse volkstellingen van ISTAT.
| Jaar | Inwoneraantal |
| ---- | ------------- |
| 1991 | 5922          |
| 2001 | 6418          |

## Geografie
Nova Siri grenst aan de volgende gemeenten: Canna (CS), Nocara (CS), Rocca Imperiale (CS), Rotondella, Valsinni.